# Rižský dóm
Rižský dóm v metropoli Lotyšska Rize je jedním z největších evangelických chrámů v pobaltských zemích. Nachází se nedaleko řeky Daugavy v centru města.

## Historie
Chrám začal být budován podle plánů německých architektů v roce 1211 a dokončen byl roku 1270. Základní kámen položil rižský biskup Albrecht von Buxthoeven. Chrám se stal dominantou hlavního města dnešního Lotyšska. Po reformaci v roce 1523 jej převzali evangelíci a stal se hlavním chrámem Evangelické církve v Lotyšsku pro německy mluvící věřící.
V roce 1884 byly v chrámu postaveny varhany s 6 768 dřevěnými a železnými píšťalami, které v té době byly největší na světě.
V roce 1931 byl na základě rozhodnutí prezidenta Lotyšska chrám německým evangelíkům odebrán a získali jej lotyšsky mluvící evangelíci.